# Червоноармійська сільська рада (Вовчанський район)
Червоноармійська сільська́ ра́да — колишня адміністративно-територіальна одиниця та орган місцевого самоврядування в Вовчанському районі Харківської області. Адміністративний центр — село Кирилівка.

## Загальні відомості
- Червоноармійська (тоді Миколаївська) сільська рада утворена в 1917 році.
- Територія ради: 55,457 км²
- Населення ради: 802 особи (станом на 2001 рік)
- Територією ради протікає річка Котімелька.

## Населені пункти
Сільській раді підпорядковані населені пункти:
- с. Кирилівка
- с. Москалівка
- с. Погоріле

## Склад ради
Рада складається з 12 депутатів та голови.
- Голова ради: Огурцова Віра Анатоліївна
- Секретар ради: Ткаченко Ірина Анатоліївна

### Керівний склад попередніх скликань
| Прізвище, ім'я, по батькові | Основні відомості                                                                       | Дата обрання | Дата звільнення |
| --------------------------- | --------------------------------------------------------------------------------------- | ------------ | --------------- |
| Огурцова Віра Анатоліївна   | Сільський голова, 1960 року народження, освіта середня спеціальна, позапартійна         | 26.03.2006   | 31.10.2010      |
| Огурцова Віра Анатоліївна   | Сільський голова, 1960 року народження, освіта середня спеціальна, член Партії регіонів | 31.10.2010   |                 |

Примітка: таблиця складена за даними сайту Верховної Ради України

### Депутати
За результатами місцевих виборів 2010 року депутатами ради стали:

#### За суб'єктами висування
| Суб'єкт висування | Кількість обраних депутатів | %   |
| ----------------- | --------------------------- | --- |
| Партія регіонів   | 12                          | 100 |

#### За округами
| № округу        | Прізвище, ім'я, по батькові   | Дата визнання обраним | Освіта             | Партійна приналежність | Відомості про обраного депутата            |
| --------------- | ----------------------------- | --------------------- | ------------------ | ---------------------- | ------------------------------------------ |
| Партія регіонів |                               |                       |                    |                        |                                            |
| 1               | Ткаченко Микола Миколайович   | 03.11.2010            | середня спеціальна | член Партії регіонів   | СТОВ АФ ім. Шевченка, завідувач гаражу     |
| 2               | Ткаченко Світлана Анатоліївна | 03.11.2010            | середня спеціальна | член Партії регіонів   | СТОВ АФ ім. Шевченка, головний агроном     |
| 3               | Якименко Анатолій Михайлович  | 03.11.2010            | вища               | член Партії регіонів   | СТОВ АФ ім. Шевченка, завідувач ферми      |
| 4               | Супрун Маргарита Анатоліївна  | 03.11.2010            | вища               | член Партії регіонів   | СТОВ АФ ім. Шевченка, головний економіст   |
| 5               | Ткаченко Ірина Анатоліївна    | 03.11.2010            | середня спеціальна | позапартійна           | Червоноармійська сільська рада, секретар   |
| 6               | Чеченко Надія Дмитрівна       | 03.11.2010            | середня спеціальна | член Партії регіонів   | СТОВ АФ ім. Шевченка, завідувачка складу   |
| 7               | Супрун Олег Миколайович       | 03.11.2010            | вища               | член Партії регіонів   | СТОВ АФ ім. Шевченка, голова               |
| 8               | Щекадін Іван Федорович        | 03.11.2010            | вища               | член Партії регіонів   | СТОВ АФ ім. Шевченка, завідувач майстерні  |
| 9               | Лиман Зінаїда Володимирівна   | 03.11.2010            | незакінчена вища   | член Партії регіонів   | СТОВ АФ ім. Шевченка, агроном              |
| 10              | Рябченко Наталя Василівна     | 03.11.2010            | вища               | член Партії регіонів   | Кирилівська загальноосвітня школа, вчитель |
| 11              | Опанасенко Наталя Сергіївна   | 03.11.2010            | середня спеціальна | член Партії регіонів   | Москалівський ФП, фельдшер                 |
| 12              | Олійник Микола Васильович     | 03.11.2010            | середня            | член Партії регіонів   | пенсіонер                                  |